# Agapanthia nigriventris
Agapanthia nigriventris är en skalbaggsart som beskrevs av Waterhouse 1889. Agapanthia nigriventris ingår i släktet Agapanthia och familjen långhorningar.
Artens utbredningsområde är Iran. Inga underarter finns listade i Catalogue of Life.